# Jean-Louis Njemba Medou
Jean-Louis Njemba Medou né en 1902 et décédé en 1966, est un écrivain camerounais. Il est considéré comme un pionnier du roman africain, ayant publié le roman de science-fiction/fantastique Nnanga Kon en 1932 dans sa langue maternelle, le bulu. L'histoire relate la rencontre entre la tribu Bulu et un missionnaire blanc ; le titre signifie littéralement « fantômes blancs » ou « albinos fantômes » en bulu.
Plus de 30 ans après la mort de l’auteur, le roman a été traduit en français par Jacques Fame Ndongo et publié par les éditions Sopecam de Yaoundé en 1989.

## Jeunesse et carrière
Jean-Louis Njemba Medou est enseignant auprès des missionnaires de l'Église presbytérienne américaine installés à Ebolowa, dans le sud du Cameroun. 
Il devient ensuite fonctionnaire et travaille dans le système de l’Éducation publique, où il occupe souvent le poste de directeur d’école. 
Affecté au département de l’Éducation, il est envoyé en 1952 à l’École normale supérieure de Saint-Cloud (France) pour un stage pédagogique. À la suite d’un accident de la circulation en 1957, ne pouvant plus maintenir la station debout exigée par la profession d’enseignant, il change de métier. Il est nommé secrétaire administratif en 1964. 
Il termine sa carrière comme deuxième sous-préfet à Bafia.
Le 22 janvier 1966, il meurt d’hypertension et d’épuisement.

## Publications
- Nnanga Kon (1932) — Premier roman écrit par un Camerounais, rédigé en langue bulu. L’œuvre raconte la rencontre entre un missionnaire blanc et la communauté Bulu[3].

- Nnanga Kon, réécriture poétique en version bilingue par Rachel Efoua Zengue (2005)[2].

## Distinctions
- Prix Margaret Wrong de littérature africaine (Londres, 1932)[4]